# Mamre
Mamre är namnet på en lämning av en lägenhetsbebyggelse (torp) på Östra Å:s ägor som nedlades 1939. Torpet var lokaliserat längs med Fransosvägen i Hallsbergs socken och har fått nummer Hallsberg 293 av Riksantikvarieämbetet. Bebyggelsen uppfördes troligen 1886 av snickaren Carl Fritz Söderberg från Svennevad. 
Inom ett område som är 80 meter brett och 30 meter långt i östlig-västlig riktning finns en husgrund efter ett boningshus, en jordkällargrund samt en brunn. Huslämningarna klassas numera som ett fornfynd.

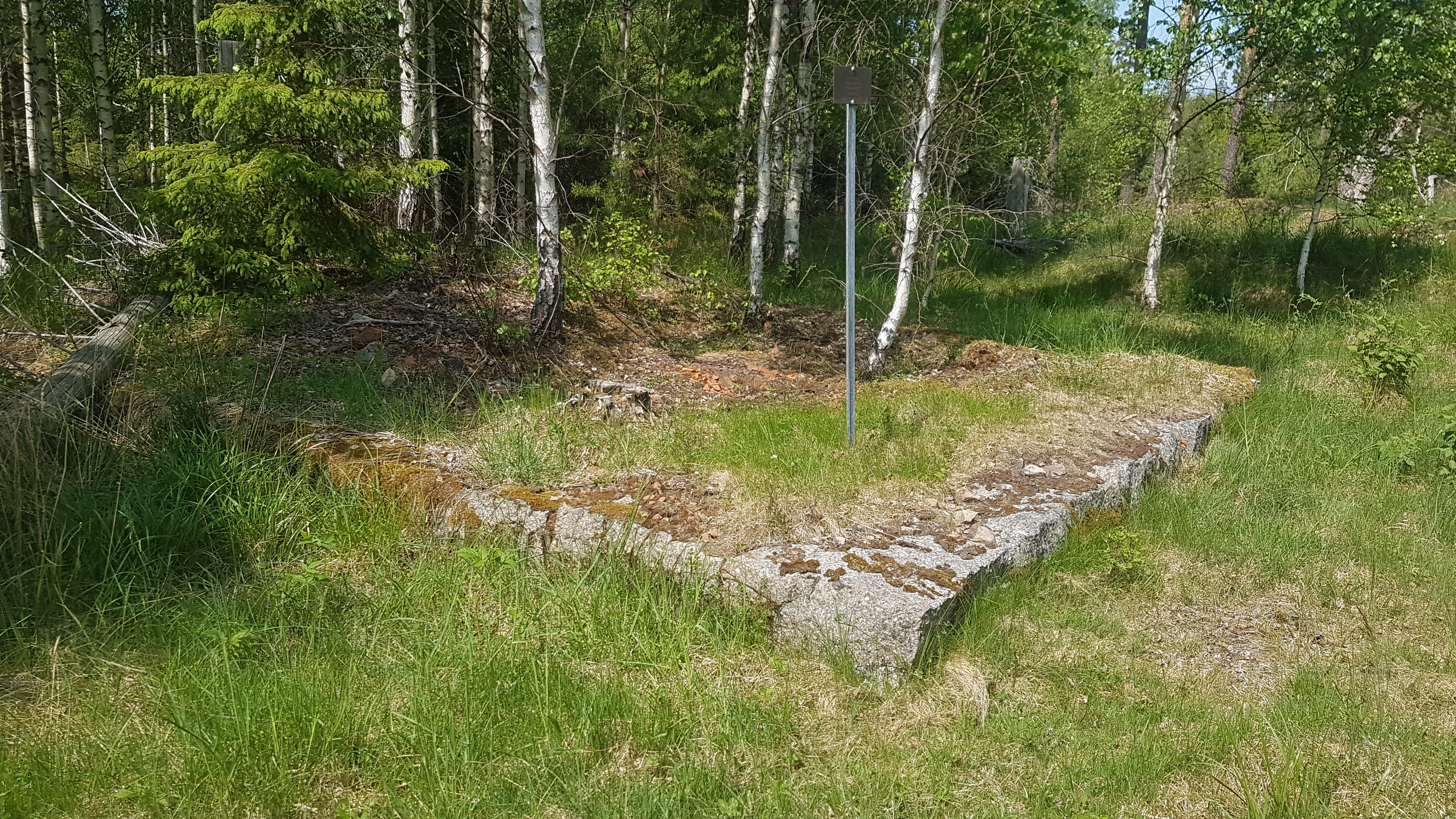
Grunden till bostadsbyggnaden vid Mamre.

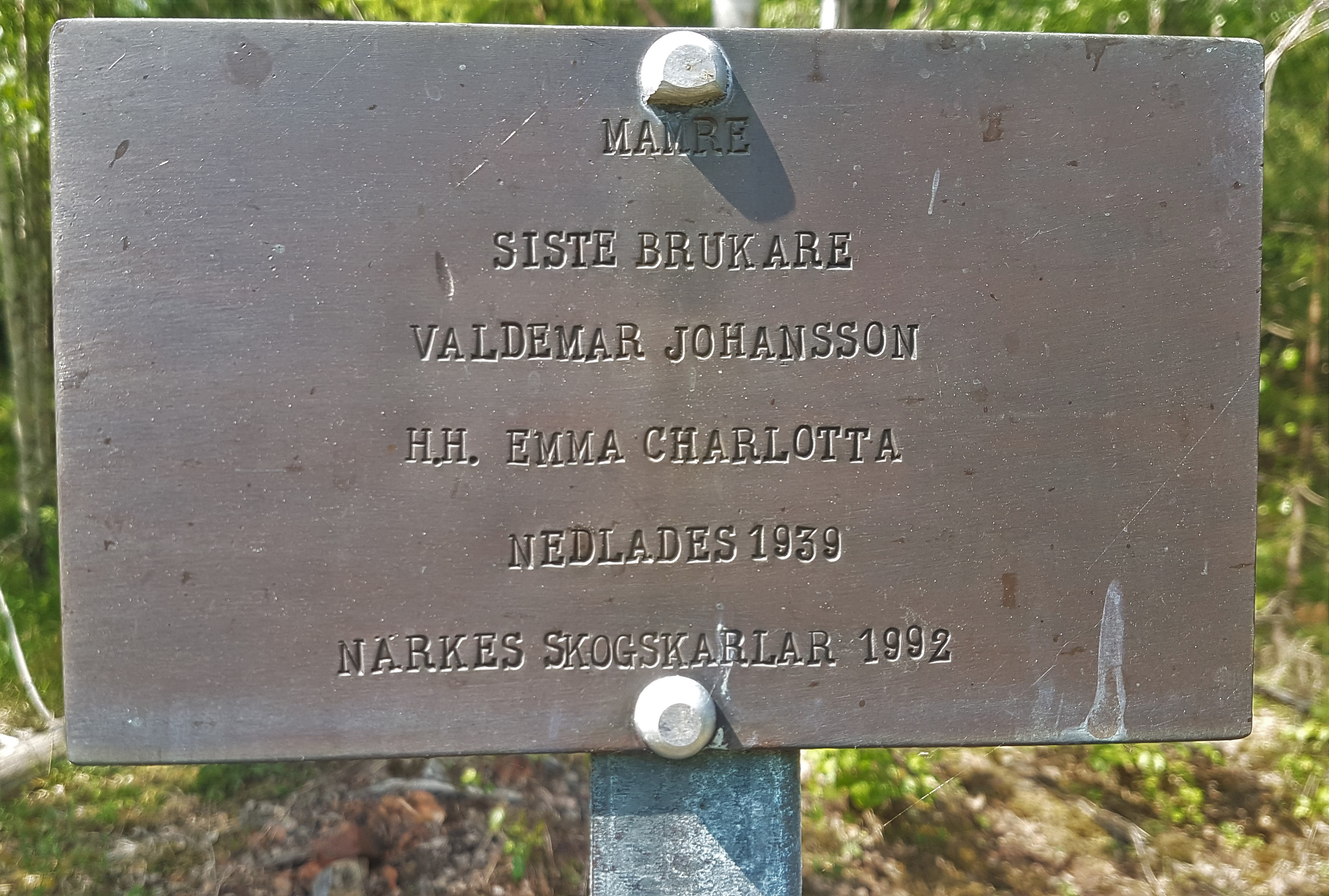
Närkes skogskarlars klubbs torpskylt uppsatt 1992.

Resterna av boningshuset består av en 7 meter bred och 4 meter lång rektangulär husgrund i öst-västlig riktning byggd av 20 centimeter höga och 0,5 till 1 meter stora naturstenar. Omkring nio meter nordöst om boningshuset finns rester efter en rektangulär jordkällargrund som är 5 gånger 3 meter byggd i nordlig-sydlig riktning. Golvet i jordkällaren ligger cirka 1,5 meter under den omgivande markytan, grunden och de raserade väggarna var uppförda av 10 till 70 centimeter stora delvis huggna stenar som var förstärkt med murbruk och tegelsten. Cirka 30 meter öster om husgrunden finns en rund brunn som är 2 meter i diameter och 0,5 meter djup.
Platsen skyltades 1992 av Närkes skogskarlars klubb som även tagit fram uppgifter om de personer som brukat torpet.
Fembarnsfadern och snickaren Carl Fritz Söderberg från Svennevad uppförde troligen torpet 1886. Året efter att hans hustru Maria avlidit 1924 flyttade Söderberg från torpet Mamre. Nästa brukare blev hyvlaren Valdemar Johansson med hustrun Emma Charlotta och parets fem barn och en fosterson. Valdemar Johansson arbetade på det närbelägna sågverket vid Masugnsdammen och kom att bli torpets sista brukare när familjen flyttade till Svennevad 1939.